# 毛玄
毛玄（？年—？年），字伯成，以字行，潁川人，官至東晉征西行軍參軍，著有《毛伯成集》一卷、《毛伯成詩》一卷。

## 蘭摧玉折
毛伯成因有才華而很自負，常說：我寧願像蘭草一樣容易摧折，美玉一樣粉碎，也不想像低賤的艾蒿、蒿草一類雜草長得茂盛。蘭摧玉折後來被作為哀悼人不幸早死的意思。

## 相關考證
《詩品》中齊參軍毛伯成、齊朝請吳邁遠、齊朝請許瑤之這一段有誤，錯了兩個時代，毛伯成為東晉人，故當稱晉參軍，不得稱齊參軍，而吳邁遠是在劉宋時期死亡，事實上也應修正為宋朝請吳邁遠。